# Гюллих, Герхард
Герхард Гюллих (нем. Gerhard Güllich, р.1938) — немецкий государственный деятель, исполнявший обязанности президента Федеральной разведывательной службы в 1996 году.

## Биография
В 1958—1969 годах служил в бундесвере в морской пехоте, с 1969 года перешёл на службу в БНД. С 1991 по 1996 годы в звании контр-адмирала, служил в Отделе II (технического обеспечения), в конце 1995 года был назначен заместителем президента БНД Конрада Порцнера. После отставки Порцнера с 1 апреля по 4 июня 1996 исполнял обязанности президента БНД. Рассматривался в качестве ведущего кандидата в президенты БНД, но после того как его назначение задержал канцлер Г.Коль, отказался от этой должности..